# Obeth Kandjoze

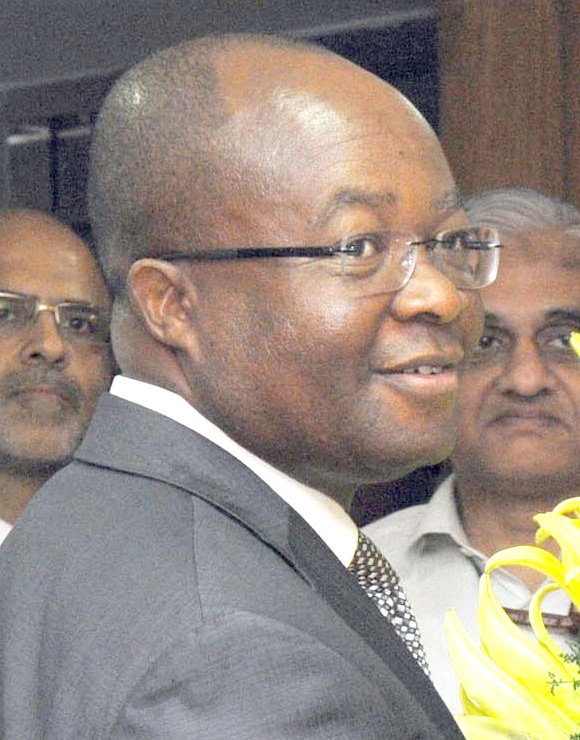
Obeth Kandjoze (2015)

Obeth Mbuipaha Kandjoze (* 9. August 1966 in Windhoek, Südwestafrika), selten auch Obed Kandjoze,  ist ein namibischer Politiker der SWAPO. Er war  im Kabinett Geingob I seit 2015 Minister für Bergbau und Energie und von Februar 2018 bis März 2020 Minister für Nationale Planung und gleichzeitig Direktor der Nationalen Planungskommission. Als Direktor war er auch danach weiterhin Mitglied des Kabinetts.
Kandjoze arbeitete seit 1999 bei der National Petroleum Corporation of Namibia und war ab 2012 deren Geschäftsführer.